# Írország a 2018. évi téli olimpiai játékokon
Írország a dél-koreai Phjongcshangban megrendezett 2018. évi téli olimpiai játékok egyik részt vevő nemzete volt. Az országot az olimpián 4 sportágban 5 sportoló képviselte, akik érmet nem szereztek.

## Alpesisí
Férfi
| Versenyző        | Versenyszám            | Idő     | Helyezés |
| ---------------- | ---------------------- | ------- | -------- |
| Patrick McMillan | Lesiklás               | 1:49,98 | 52.      |
| Patrick McMillan | Szuperóriás-műlesiklás | 1:33,54 | 48.      |

| Patrick McMillan | Összetett | 1:25,77 | 61. | nem ért célba | nem ért célba | kiesett | kiesett | kiesett | kiesett |

Női
| Versenyző  | Versenyszám      | 1. futam | 1. futam | 2. futam | 2. futam | Összesítés | Összesítés |
| Versenyző  | Versenyszám      | Idő      | Hely.    | Idő      | Hely.    | Idő        | Helyezés   |
| ---------- | ---------------- | -------- | -------- | -------- | -------- | ---------- | ---------- |
| Tess Arbez | Óriás-műlesiklás | 1:22,12  | 56.      | 1:18,12  | 50.      | 2:40,24    | 50.        |
| Tess Arbez | Műlesiklás       | 59,47    | 51.      | 59,00    | 47.      | 1:58,47    | 46.        |

## Síakrobatika
Félcső
| Versenyző     | Versenyszám | Selejtező | Selejtező | Selejtező     | Selejtező | Döntő    | Döntő    | Döntő    | Döntő         | Döntő    |         |
| Versenyző     | Versenyszám | 1. futam  | 2. futam  | Jobb eredmény | Hely.     | 1. futam | 2. futam | 3. futam | Jobb eredmény | Helyezés |         |
| ------------- | ----------- | --------- | --------- | ------------- | --------- | -------- | -------- | -------- | ------------- | -------- | ------- |
| Brendan Newby | Férfi       | 53,80     | 14.       | 13,20         | 22.       | kiesett  | kiesett  | kiesett  | kiesett       | kiesett  | kiesett |

## Sífutás
Távolsági
Férfi
| Versenyző               | Versenyszám | Klasszikus | Klasszikus | Szabad  | Szabad | Összesen   | Összesen   |
| Versenyző               | Versenyszám | Idő        | Hely.      | Idő     | Hely.  | Idő        | Helyezés   |
| ----------------------- | ----------- | ---------- | ---------- | ------- | ------ | ---------- | ---------- |
| Thomas Hjalmar Westgård | 15 km       |            |            |         |        | 37:36,6    | 59.        |
| Thomas Hjalmar Westgård | 30 km       | 44:48,3    | 57.        | 41:12,7 | 60.    | 1:32:34,2  | 57.        |
| Thomas Hjalmar Westgård | 50 km       |            |            |         |        | nem indult | nem indult |

Sprint
| Versenyző               | Versenyszám         | Selejtező | Selejtező | Negyeddöntő | Negyeddöntő | Elődöntő | Elődöntő | Döntő   | Helyezés |
| Versenyző               | Versenyszám         | Idő       | Hely.     | Idő         | Hely.       | Idő      | Hely.    | Idő     | Helyezés |
| ----------------------- | ------------------- | --------- | --------- | ----------- | ----------- | -------- | -------- | ------- | -------- |
| Thomas Hjalmar Westgård | Férfi egyéni sprint | 3:29,16   | 59.       | kiesett     | kiesett     | kiesett  | kiesett  | kiesett | 59.      |

## Snowboard
Akrobatika
Férfi
| Versenyző       | Versenyszám | Selejtező | Selejtező | Selejtező     | Selejtező | Döntő    | Döntő    | Döntő    | Döntő         | Döntő    |
| Versenyző       | Versenyszám | 1. futam  | 2. futam  | Jobb eredmény | Hely.     | 1. futam | 2. futam | 3. futam | Jobb eredmény | Helyezés |
| --------------- | ----------- | --------- | --------- | ------------- | --------- | -------- | -------- | -------- | ------------- | -------- |
| Seamus O’Connor | Halfpipe    | 65,50     | 39,75     | 65,50         | 18.       | kiesett  | kiesett  | kiesett  | kiesett       | kiesett  |